# Lista de jogadores da Major League Baseball com 2500 partidas jogadas

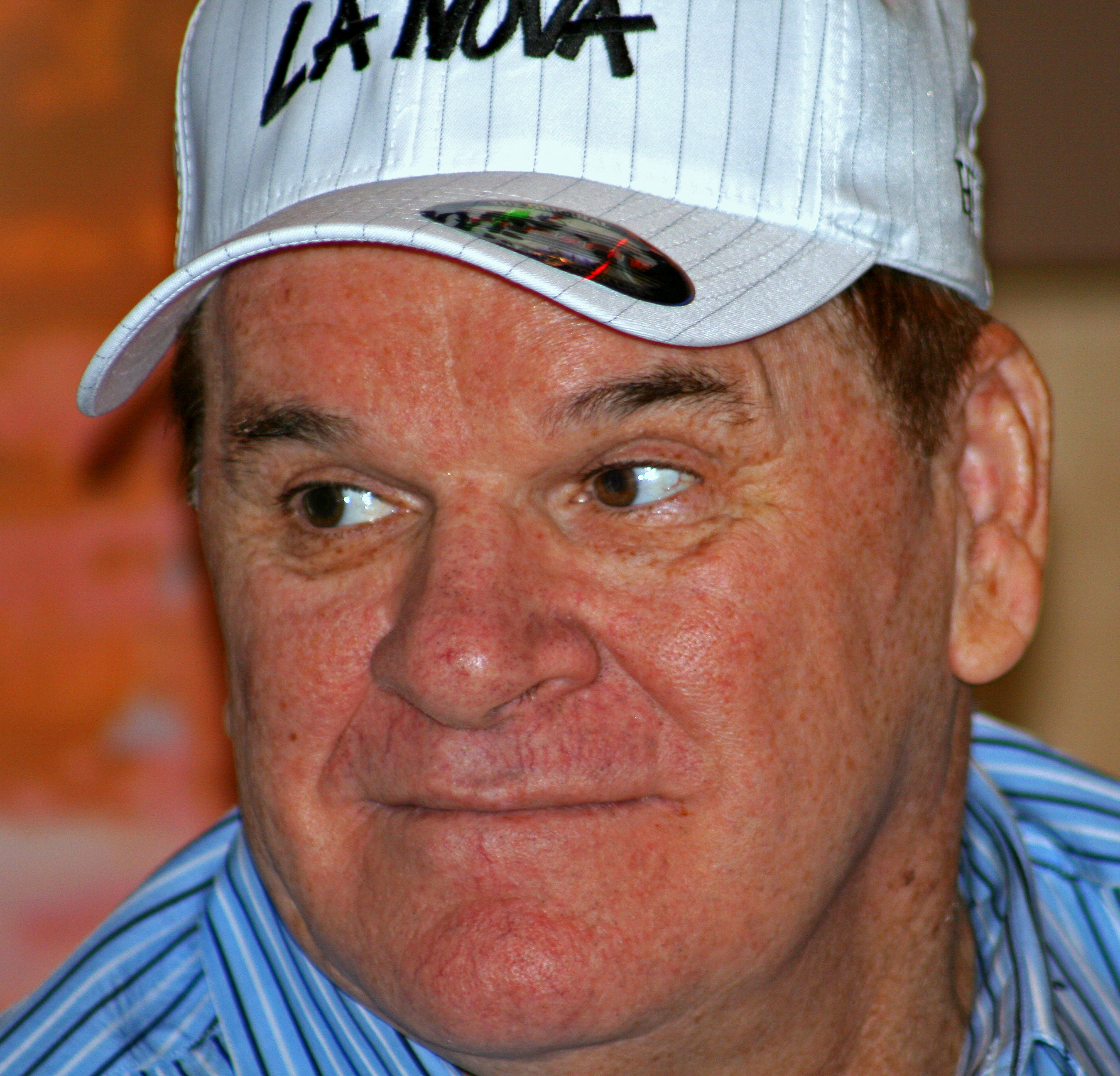
Pete Rose é o líder com 3562 partidas jogadas na MLB.

Esta é a lista de jogadores da Major League Baseball que jogaram ao menos 2500 partidas em suas carreiras.  
O primeiro jogador a atingir esta marca foi Sam Crawford, que a atingiu em sua temporada final (1917). O recorde de Crawford foi subsequentemente quebrado em 1924 por Ty Cobb, que se tornaria o primeiro jogador a atingir 3000 partidas jogadas. O recorde de Cobb com 3035 partidas jogadas durou 46 temporadas até Hank Aaron quebrar o recorde. O recorde de Aaron foi subsequentemente quebrado por Carl Yastrzemski em 1983 e finalmente foi quebrado na temporada seguinte por Pete Rose, que atualmente detém o recorde de mais partidas jogadas com 3562.  
A mais recente adição ao grupo foi Ichiro Suzuki, que atingiu a marca de 2500 partidas jogadas em 2016..  
- Negrito denota jogador em atividade
- Estatísticas atualizadas até 30 de janeiro de 2018.

| Rank | Jogador          | Jogos |
| ---- | ---------------- | ----- |
| 1    | Pete Rose        | 3562  |
| 2    | Carl Yastrzemski | 3308  |
| 3    | Hank Aaron       | 3298  |
| 4    | Rickey Henderson | 3081  |
| 5    | Ty Cobb          | 3035  |
| 6    | Eddie Murray     | 3026  |
|      | Stan Musial      | 3026  |
| 8    | Cal Ripken, Jr.  | 3001  |
| 9    | Willie Mays      | 2992  |
| 10   | Barry Bonds      | 2986  |
| 11   | Dave Winfield    | 2973  |
| 12   | Omar Vizquel     | 2968  |
| 13   | Rusty Staub      | 2951  |
| 14   | Brooks Robinson  | 2896  |
| 15   | Robin Yount      | 2856  |
| 16   | Craig Biggio     | 2850  |
| 17   | Al Kaline        | 2834  |
| 18   | Rafael Palmeiro  | 2831  |
| 19   | Harold Baines    | 2830  |

| Rank | Jogador           | Jogos |
| ---- | ----------------- | ----- |
| 20   | Eddie Collins     | 2826  |
| 21   | Reggie Jackson    | 2820  |
| 22   | Adrián Beltré     | 2814  |
| 23   | Frank Robinson    | 2808  |
| 24   | Honus Wagner      | 2792  |
| 25   | Tris Speaker      | 2789  |
| 26   | Alex Rodriguez    | 2784  |
| 27   | Tony Pérez        | 2777  |
| 28   | Derek Jeter       | 2747  |
| 29   | Mel Ott           | 2730  |
| 30   | George Brett      | 2707  |
| 31   | Graig Nettles     | 2700  |
| 32   | Darrell Evans     | 2687  |
| 33   | Paul Molitor      | 2683  |
| 34   | Ken Griffey Jr.   | 2671  |
| 35   | Rabbit Maranville | 2670  |
| 36   | Joe Morgan        | 2649  |
| 37   | Ichiro Suzuki     | 2636  |
| 38   | Andre Dawson      | 2627  |

| Rank | Jogador        | Jogos |
| ---- | -------------- | ----- |
| 39   | Lou Brock      | 2616  |
| 40   | Dwight Evans   | 2606  |
| 41   | Luis Aparicio  | 2599  |
| 42   | Luis Gonzalez  | 2591  |
| 43   | Willie McCovey | 2588  |
| 44   | Steve Finley   | 2583  |
| 45   | Gary Sheffield | 2576  |
| 46   | Albert Pujols  | 2575  |
| 47   | Ozzie Smith    | 2573  |
| 48   | Paul Waner     | 2549  |
| 49   | Iván Rodríguez | 2543  |
|      | Jim Thome      | 2543  |
| 51   | Ernie Banks    | 2528  |
| 52   | Julio Franco   | 2527  |
| 53   | Bill Buckner   | 2517  |
|      | Sam Crawford   | 2517  |
| 55   | Gary Gaetti    | 2507  |
| 56   | Babe Ruth      | 2503  |
| 57   | Tim Raines     | 2502  |